# Die for You
Singles de The Weeknd
A Lie (en)
(2017) Secrets
(2017)
Die for You est une chanson du chanteur canadien The Weeknd parue sur son troisième album Starboy. Elle est sortie le 19 septembre 2017 en tant que sixième single de l'album,.

## Accueil commercial
Aux États-Unis, Die for You s'est classé dans le Billboard Hot 100 américain, atteignant la 43e place et s'est classé dans le top 10 du classement R&B Songs et le top 20 du classement Hot R&B/Hip-Hop Songs. Au Canada, la chanson s'est classée à la 35e place du Canadian Hot 100.

## Classements et certifications
| Classement (2016-18)           | Meilleure position |
| ------------------------------ | ------------------ |
| Canada (Hot 100)               | 35                 |
| Canada (Adult Contemporary)    | 18                 |
| Canada (CHR/Top 40)            | 6                  |
| Canada (Hot AC)                | 22                 |
| États-Unis (Hot 100)           | 43                 |
| États-Unis (R&B/Hip-Hop Songs) | 19                 |
| États-Unis (Hot R&B Songs)     | 8                  |
| États-Unis (Rhythmic Songs)    | 16                 |
| France (SNEP)                  | 138                |
| Pays-Bas (Single Top 100)      | 96                 |
| Portugal (AFP)                 | 66                 |
| Royaume-Uni (UK Singles Chart) | 74                 |
| Royaume-Uni (UK R&B Chart)     | 22                 |

| Classement (2017)          | Position |
| -------------------------- | -------- |
| États-Unis (Hot R&B Songs) | 35       |

| Classement (2018)          | Position |
| -------------------------- | -------- |
| États-Unis (Hot R&B Songs) | 40       |

### Certifications
| Pays                    | Certification | Unités certifiées |
| ----------------------- | ------------- | ----------------- |
| Allemagne (BVMI)        | Or            | 200 000           |
| Australie (ARIA)        | 2 × Platine   | 140 000           |
| Canada (Music Canada)   | 8 × Platine   | 640 000           |
| Danemark (IFPI)         | Platine       | 90 000            |
| Espagne (Promusicae)    | Or            | 30 000            |
| États-Unis (RIAA)       | 5 × Platine   | 5 000 000         |
| France (SNEP)           | Platine       | 200 000           |
| Italie (FIMI)           | Platine       | 100 000           |
| Nouvelle-Zélande (RMNZ) | 3 × Platine   | 90 000            |
| Portugal (AFP)          | 3 × Platine   | 30 000            |
| Royaume-Uni (BPI)       | Platine       | 600 000           |

## Historique de sortie
| Pays       | Date              | Format                                  | Label(s)        | Réf.  |
| ---------- | ----------------- | --------------------------------------- | --------------- | ----- |
| États-Unis | 19 septembre 2017 | Diffusion radio (rhythmic contemporary) | - XO - Republic | [ 1 ] |